# 션 오말리
션 오말리(Sean Daniel O'Malley, 1994년 10월 24일 ~ )는 미국 출신의 UFC 밴텀급 스타 파이터다. 독특한 헤어스타일과 강력한 타격, 팬 친화적인 이미지로 주목받으며, 'Suga'라는 별명으로 불린다. 뛰어난 스트라이킹과 파워를 앞세워 여러 차례 퍼포먼스 오브 더 나이트 보너스를 수상했다.

## 선수 경력
오말리는 2013년 프로 MMA에 데뷔해 서브미션과 압도적 피니시 능력으로 두각을 드러냈다. 2017년 UFC에 입성한 그는 debut에서 Andre Soukhamthath를 서브미션으로 제압하며 강한 인상을 남겼다.
주요 전적으로는 **Aljamain Sterling**, **Pedro Munhoz**, **Cory Sandhagen** 등을 상대로 KO 승리를 거두며 랭킹 상위권에 드는 동시에 밴텀급 타이틀을 노렸다. **Aljamain Sterling**과의 재대결은 기술과 전략의 교차전으로 평가받았으며, **Pedro Munhoz** 전에서는 하이킥 KO로 퍼포먼스 보너스를 수상했다.
2025년 6월 UFC 316에서 메랍 드발리쉬빌리와 맞붙어 초반 강력한 스트라이킹을 선보였지만, 체력 격차를 극복하지 못하고 팔각 케이지 위에서 북사우스 초크로 패배했다. 이후 라이트웨이트로 체급 이동을 논의 중이며, 재기 및 타이틀 도전을 위한 회복 중이다.

## 종합격투기 전적
| 결과 | 전적   | 상대              | 방식                           | 대회            | 날짜       | 장소              |
| ---- | ------ | ----------------- | ------------------------------ | --------------- | ---------- | ----------------- |
| 패   | 18–2–1 | Merab Dvalishvili | Submission (north–south choke) | UFC 316         | 2025‑06‑07 | 뉴어크, 미국      |
| 승   | 18–1–1 | Cory Sandhagen    | KO (head kick)                 | UFC 305         | 2025‑02‑15 | Las Vegas, 미국   |
| 승   | 17–1–1 | Pedro Munhoz      | KO (high kick & punches)       | UFC Fight Night | 2024‑11‑10 | Las Vegas, 미국   |
| 패   | 16–1–1 | Aljamain Sterling | 판정 (전원일치)                | UFC 300         | 2024‑04‑13 | Las Vegas, 미국   |
| 승   | 16–0–1 | Aljamain Sterling | KO (spinning kick)             | UFC Fight Night | 2023‑08‑05 | San Antonio, 미국 |

## 타이틀 및 수상
- UFC Performance of the Night 3회
- 밴텀급 Top 5 랭커
- 밴텀급 하이라이트 KO 수상자 다수

## 관련 문서
- UFC
- 밴텀급 (MMA)
- 메랍 드발리쉬빌리
- 알저메인 스털링
- 페트르 얀
- 코리 샌드하겐